# San Giacomo (Boves)
San Giacomo (San Giacu in piemontese) è una frazione di 47 abitanti circa, del comune di Boves, in provincia di Cuneo.

## Geografia fisica
La località è situata in alta valle Colla, in cui scorre l'omonimo torrente a circa 800 m s.l.m., dopo la frazione Castellar. Dalla frazione di San Giacomo partono numerosi sentieri che permettono di raggiungere la vetta del monte Bisalta o Besimauda e le sue pendici (fontana Cappa, rifugio Ceresole).

## Storia

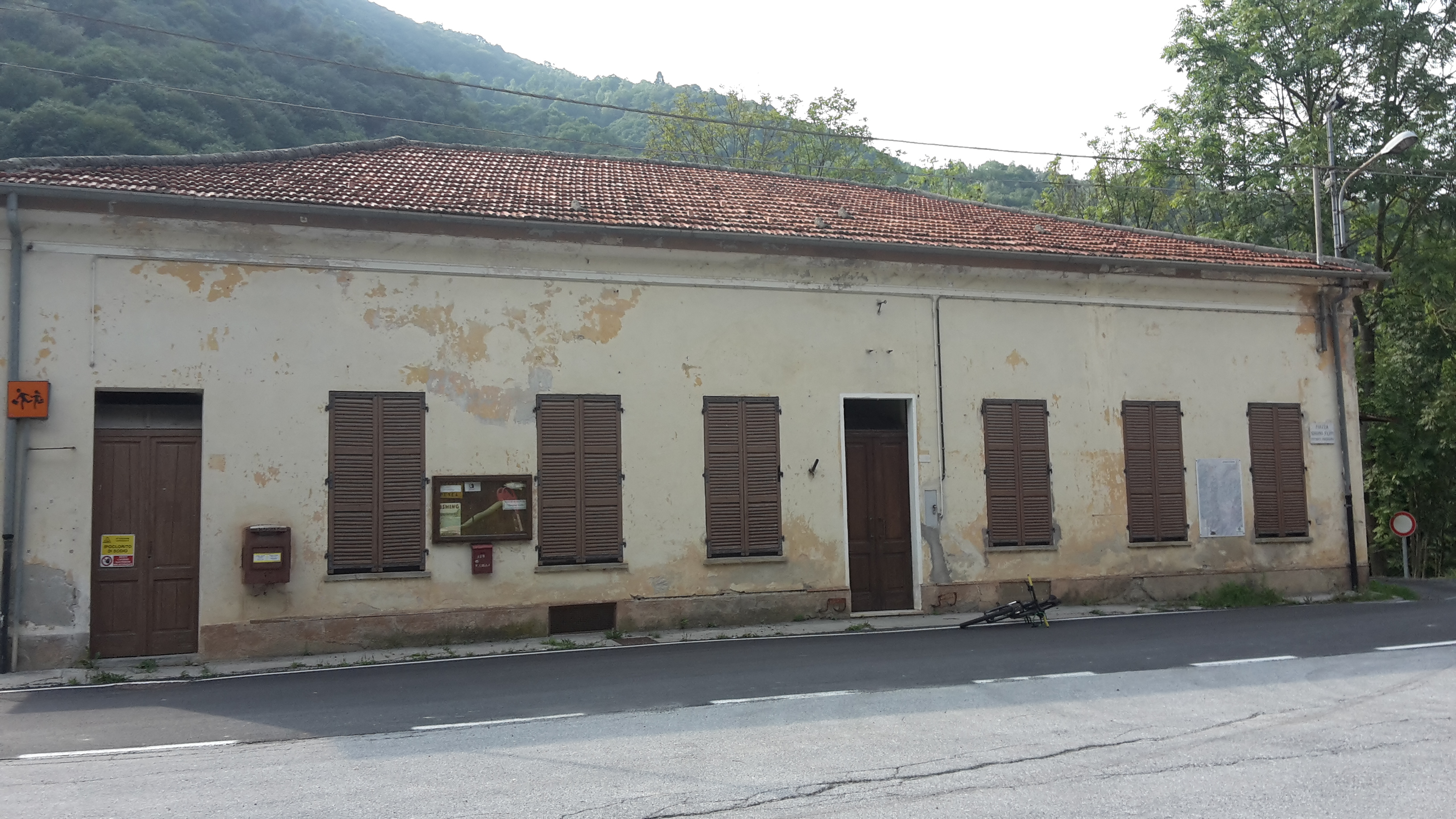
Locali dell'ex scuola elementare, in cui insegnava Adriana Filippi.

A cavallo tra Ottocento e Novecento San Giacomo contava circa mille abitanti. Nei primi anni del XX secolo rappresentava una meta turistica, e venne visitata anche dalla regina Elena di Montenegro. La frazione, dove era attiva una scuola elementare, costituiva una parrocchia autonoma.
San Giacomo venne pesantemente coinvolta nelle operazioni belliche durante il periodo della Resistenza. Nel settembre 1943 due soldati tedeschi furono fatti prigionieri dalle formazioni partigiane di Ignazio Vian e proprio qui erano tenuti in ostaggio. Secondo le informazioni in possesso delle truppe nazifasciste a San Giacomo inoltre sarebbero stati accampati migliaia di sbandati, ed in effetti si stima che tra le 1000 e le 2000 persone, sia militari che civili, vi avessero trovato rifugio. Una colonna di truppe nazifasciste raggiunse il centro abitato il 19 settembre; vi furono scontri a fuoco nei quali persero la vita numerose persone, e varie case del paese vennero date alle fiamme. Sempre a questo periodo risalgono i quadri della pittrice e partigiana Adriana Filippi, insegnante elementare nella scuola della frazione, oggi visibili presso l'esposizione permanente a Boves intitolata "Racconti di resistenza, Adriana Filippi maestra e pittrice fra i partigiani".
Nel dopoguerra la popolazione diminuì drasticamente per l'emigrazione verso i luoghi di pianura. Rimane attualmente una frazione scarsamente abitata, che si ripopola solo nel periodo estivo per la presenza di case di villeggiatura. La ex-scuola elementare è oggi sede di mostre ed eventi culturali, ed a livello pastorale la parrocchia di San Giacomo è stata unificata con quella del capoluogo sotto la denominazione di Parrocchia Maria Vergine Assunta e San Giacomo in Castellar di Boves.

## Produzioni tipiche
A San Giacomo viene prodotto l'omonimo tomino di San Giacomo di Boves, utilizzato sia come formaggio da tavola che per la preparazione di ricette tipiche della zona.

## Monumenti e luoghi d'interesse

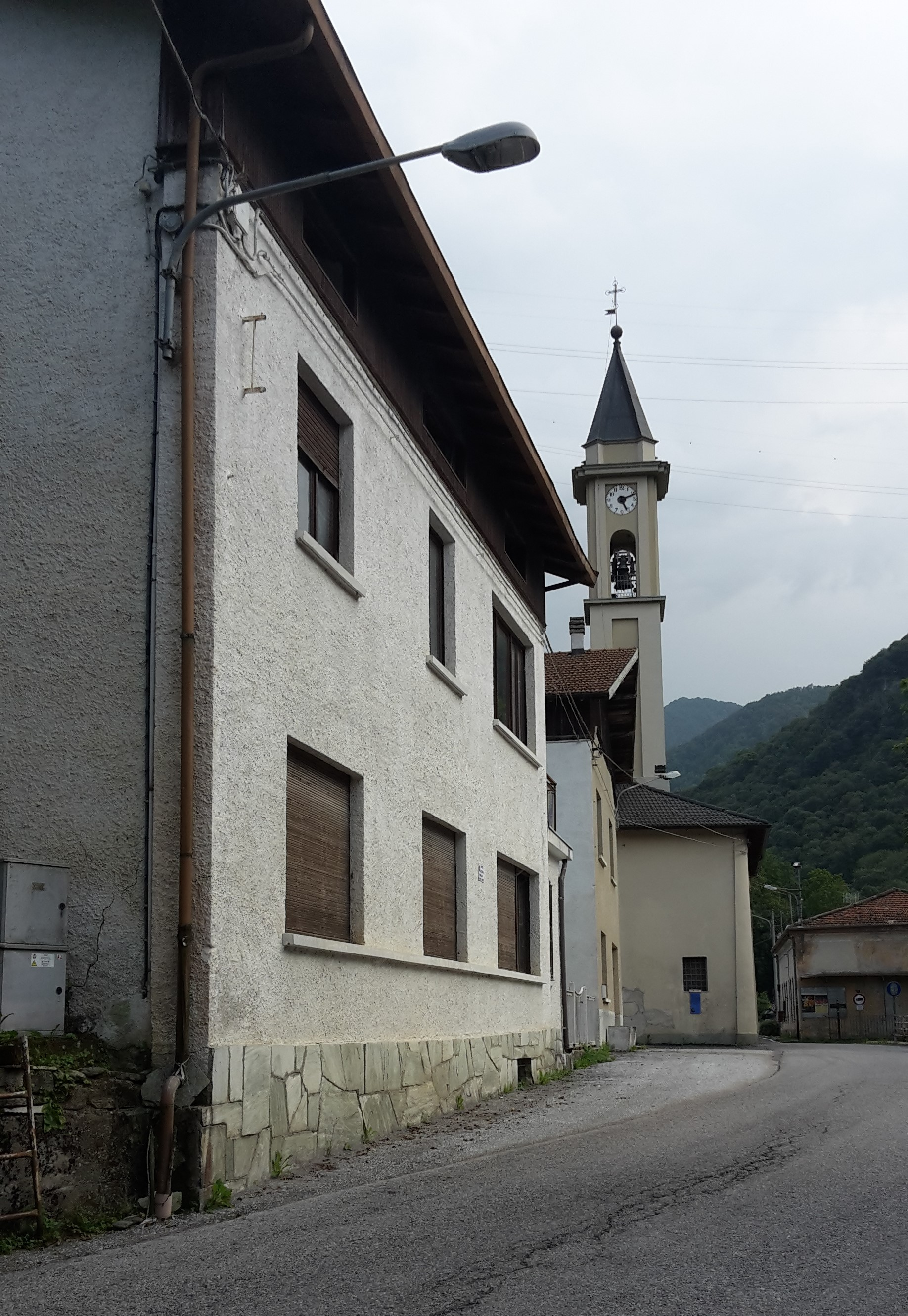
Paesaggio della frazione.

La chiesa parrocchiale è dedicata a san Giacomo e risale al 1848. Nel luogo in cui oggi sorge la chiesa esisteva una cappella dedicata a san Brunone, eretta attorno al 1600 per volere dei certosini della valle Pesio. Nei locali della ex scuola elementare, situata in piazza A. Filippi a fianco della chiesa, è possibile visitare, nel periodo delle festività natalizie, un presepe meccanico il cui diorama rispecchia con accuratezza i luoghi dell'alta valle Colla.